# Sixten Kai Nielsen
Sixten Kai Nielsen, född 1978 i Danmark, är en dansk performancekonstnär.
Sixten Kai Nielsen arbetar sedan 2001 tillsammans med Martin Rosengaard i gruppen Wooloo. De väckte internationell uppmärksamhet 2008, när de i projektet Defending Denmark dokumenterade 18 månaders medlemskap i Dansk Folkeparti, bland annat i TV-kanalen Al Jazeera.

## Offentliga verk i urval
- Avfyringsrampe, brons, Tensta i Stockholm (tillsammans med Martin Rosengaard)[2][3]

## Filmografi
- Huvudrollen i komedin Det store flip av Niels Gråbøl 1997